# 美丽野青茅
美丽野青茅（学名：Deyeuxia venusta），为禾本科野青茅属下的一个植物种。